# Atlasgrasmücke

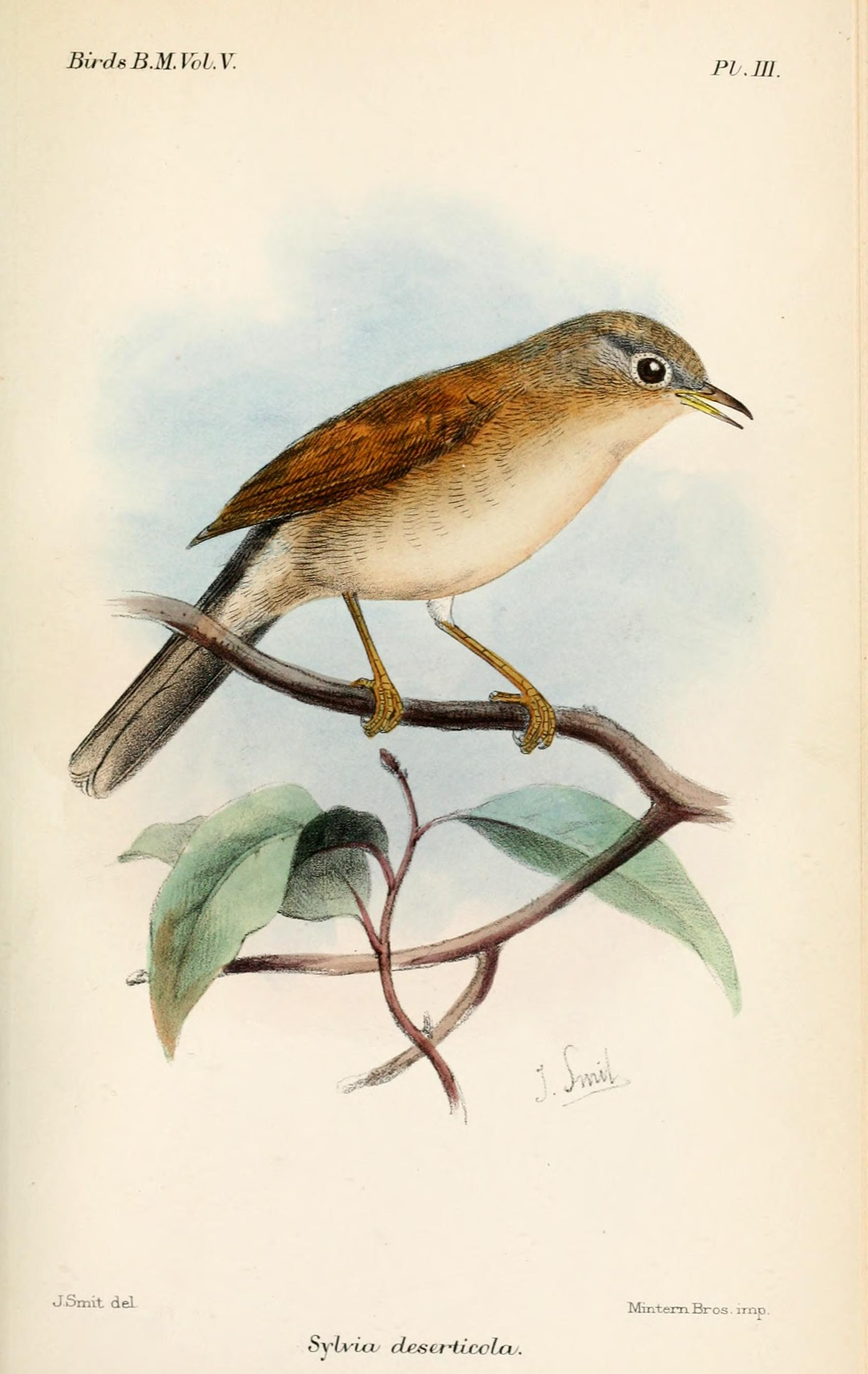
Atlasgrasmücke, Illustration

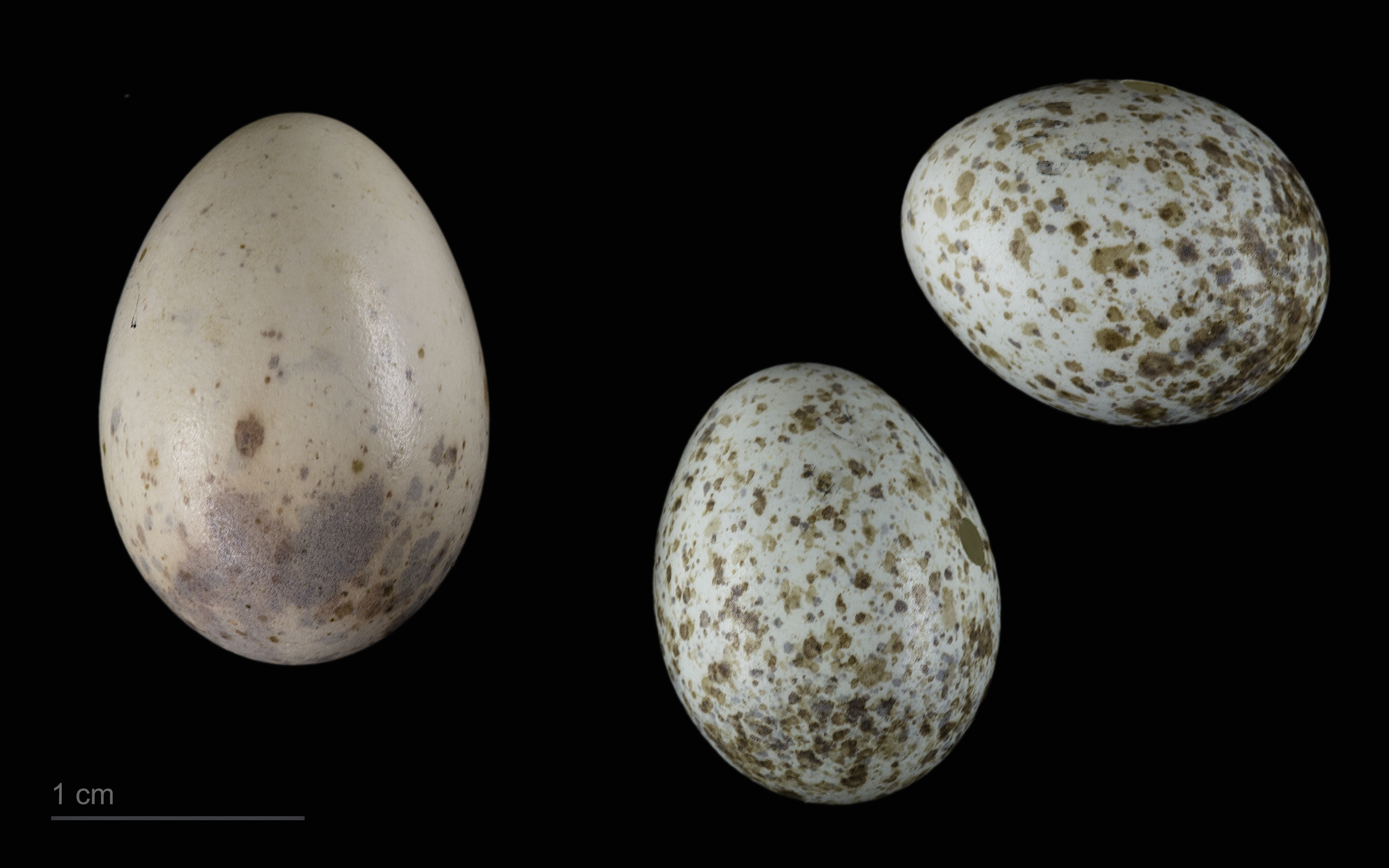
Links: Cuculus canorus bangsi rechts: Sylvia deserticola, Sammlung Museum von Toulouse

Die Atlasgrasmücke (Curruca deserticola; Syn.: Sylvia deserticola) ist ein Singvogel aus der Gattung der Grasmücken (Sylvia). Sie kommt im Westen Nordafrikas vor.

## Beschreibung
Mit 11,5 bis 12,5 Zentimetern Länge ist die Atlasgrasmücke eine der kleineren Grasmücken. Der Schwanz ist verhältnismäßig lang, jedoch kürzer als der der Provencegrasmücke und hat graue Oberschwanzdecken (Bürzel). Die Beine sind sandfarben. Die Färbung des Gefieders ähnelt der Brillengrasmücke sehr. Die Flügel sind rostbraun, der Augenring ist weiß. Die Flanken sind ziegelrot. Der Kopf ist blaugrau.
Bei Männchen im Prachtkleid ist die Kehle und die Brust ebenfalls ziegelrot, das Grau des Kopfes ist auf das Deckgefieder der Armschwingen, den Rücken und bis zum Schwanz ausgedehnt. Im Schlichtkleid sind Kehle und Brust hell mit leichtem rosa-beige und weißem Bartstreifen. Die Weibchen sind gefärbt wie die Männchen im Schlichtkleid, jedoch haben die Weibchen eine dunkle Iris, die Männchen eine rote.
Die Jungvögel haben eine einfarbig hellbeige Kehle und sind auf dem Kopf und dem Rücken beige-braun, das sich vom oliv-graubraun der Brillengrasmücke unterscheidet. Ihre Oberschwanzdecken sind beige-braun.

## Stimme
Der Ruf ist ein oft wiederholtes „tscheck“. Der Warnruf klingt sperlingsartig, nasal zeternd „tschett-ett-ett-ett-ett...“
Der schnelle, zwitschernde Gesang enthält wenige, eingeflochtene Pfeiftöne. Er klingt im Vergleich mit dem der Samtkopf-Grasmücke weicher und angenehmer.

## Lebensraum und Verbreitung
Die Atlasgrasmücke brütet in spärlich bewachsenen Berghängen oder auf Heideflächen mit niedrigen Büschen wie Macchia und Garrigue. Teilweise werden auch einzelne Steineichen oder Zedern angenommen.
Ihr ganzjähriges Verbreitungsgebiet ist der zur Paläarktis zählende Norden Afrikas.
Sie ist Teilzieher, die im Winter nach Süden zieht und dann in Halbwüsten und trockenen Steppen mit Büschen lebt.